# 佐野喜秋
佐野 喜秋（さの よしあき、1928年9月22日 - 1993年1月31日）は、日本の経営者。日本火災海上保険社長を務めた。山梨県出身。

## 経歴
1951年に豊島実業高校（現在の豊島学院高等学校）を卒業し、同年に日本火災海上保険に入社。
1982年7月に取締役に就任し、1985年7月に常務、1986年6月に専務を経て、1988年6月には副社長に就任し、1989年月には社長に昇格。
1993年1月31日心不全のために死去。64歳没。